# François de Haze
François de Haze (enterré à Hugli-Chinsura (en), 26 octobre 1676) est employé de la Compagnie des Indes orientales en tant qu’opperhoofd à Dejima (1669–1670), en Perse (1671–1673) et au Bengale (1673–1676). 
En 1684, sa fille Maria (morte en 1721) épouse Willem Adriaan van der Stel. Maria de Haze tente de se suicider en 1705, en se noyant dans une fontaine.